# Jarilo
Jarilo (Jaryło, Jarylo, Ярило, Erilo) è il dio della fertilità, della giovinezza, della forza e della primavera nella mitologia slava. 
Veniva raffigurato come un giovane uomo vestito di bianco, con lunghi boccoli biondi, scalzo, con un fascio di grano in una mano, e nell'altra una testa. Talvolta era rappresentato su un cavallo bianco. La sua festa cadeva, a seconda delle versioni, il 21 marzo o il 27 marzo ed era una celebrazione della fine dell'inverno e del ritorno della primavera, quindi della rinascita della vita. Ancora a metà del XIX secolo veniva celebrata in Bielorussia. I funerali di Jarylo venivano, invece, celebrati alla fine di giugno, dopo la festa del solstizio d'estate. 
Con il Cristianesimo la sua figura confluì in quella di San Giorgio.